# Jocelyn Lovell
Jocelyn Bjorn Lovell (Norwich, 19 juli 1950 – Toronto, 3 juni 2016) was een baanwielrenner uit Canada. Hij vertegenwoordigde zijn vaderland driemaal op rij bij de Olympische Zomerspelen: 1968, 1972 en 1976. Lovell won tweemaal de gouden medaille bij de Pan-Amerikaanse Spelen (1971 en 1975) op de 1,000 meter tijdrit. Daarnaast won hij in 1970 drie medailles op de Britse Gemenebestspelen op de baan. Hij was vijf jaar (1981-1986) getrouwd met baanwielrenster en schaatsster Sylvia Burka.

## Palmares

### Baan
| Jaar | Overige                                        |
| ---- | ---------------------------------------------- |
| 1970 | Gemenebestspelen: · scratch · tandem · tijdrit |
| 1971 | Pan-Amerikaanse Spelen: · tijdrit              |
| 1972 |                                                |
| 1973 |                                                |
| 1974 |                                                |
| 1975 | Pan-Amerikaanse Spelen: · tijdrit              |
| 1976 |                                                |
| 1977 |                                                |
| 1978 | Gemenebestspelen: · scratch · tandem · tijdrit |

### Weg
1969
 Canadees kampioen tijdrijden, Elite
1970
 Canadees kampioen tijdrijden, Elite
1971
 Canadees kampioen tijdrijden, Elite
1973
 Canadees kampioen tijdrijden, Elite
1974
 Canadees kampioen op de weg, Elite
 Canadees kampioen tijdrijden, Elite
1975
 Canadees kampioen tijdrijden, Elite
1976
 Canadees kampioen tijdrijden, Elite
1977
 Canadees kampioen tijdrijden, Elite
1978
 Canadees kampioen tijdrijden, Elite
1980
 Canadees kampioen tijdrijden, Elite
- Virtual International Authority File: 104723779
- WorldCat: E39PBJr7Rc7Q8TrcQQMBMCq84q